# فلاویو کوستا
فلاویو کوستا (پرتغالی: Flávio Costa; ۱۴ سپتامبر ۱۹۰۶ – ۲۲ نوامبر ۱۹۹۹) بازیکن و مربی فوتبال اهل برزیل بود.

## باشگاهی
از باشگاه‌هایی که در آن بازی کرده‌است می‌توان به فلامینگو اشاره کرد.

## تیم ملی
وی به عنوان سرمربی تیم ملی فوتبال برزیل در جام جهانی فوتبال ۱۹۵۰ به نایب قهرمانی دست پیدا کرده است.